# Valerio Perentin

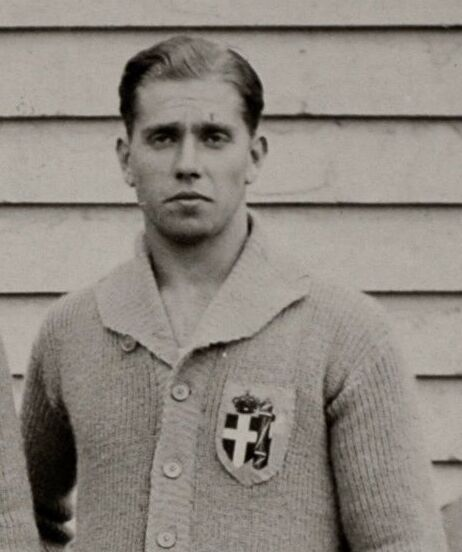
Valerio Perentin (1928)

Valerio Perentin (* 12. Juli 1909 in Izola; † 7. Januar 1998 in Neapel) war ein italienischer Ruderer und Olympiasieger.
Perentin ruderte in seiner Heimatstadt, die 1918 von Cisleithanien an Italien gefallen war, für SN Pullino. Bei den Olympischen Spielen 1928 gewann der italienische Vierer mit Steuermann in der Besetzung Valerio Perentin, Giliante D’Este, Nicolò Vittori, Giovanni Delise und Steuermann Renato Petronio die Goldmedaille mit fünfzehn Sekunden Vorsprung vor dem Boot aus der Schweiz. 1929 siegten die Italiener in der gleichen Besetzung bei den Europameisterschaften gegen das dänische Boot, 1930 gewannen die Dänen vor Francesco Chicco, Renato Felluga, Nicolo Vittori, Valerio Perentin und Renato Petronio.
Bei den Europameisterschaften 1932 siegten Valerio Perentin, Francesco Chicco, Nicolo Vittori, Giovanni Delise und Renato Petronio. Bei den Olympischen Spielen 1932 startete eine andere italienische Crew (aus Koper) und gewann die Silbermedaille hinter dem deutschen Boot. 1933 und 1934 siegte bei den Europameisterschaften die Crew mit Perentin, Chicco, Vittori und Petronio, für Delise saß 1933 Umberto Vittori im Boot. 1935 bei den Europameisterschaften in Berlin waren erstmals seit dem Ersten Weltkrieg wieder die Deutschen am Start und siegten im Vierer mit Steuermann vor den Franzosen und dem italienischen Vierer mit Perentin, D’Este, den Vittori-Brüdern und Steuermann Petronio. Bei den Olympischen Spielen 1936 siegten die Deutschen vor den Schweizern und den Franzosen. Der italienische Vierer in der gleichen Besetzung wie 1935 erreichte nach einer Vorlaufniederlage gegen die Schweizer im Zwischenlauf nur den dritten Platz hinter Ungarn und Polen, nur die Sieger der Vorläufe und die Sieger der Zwischenläufe erreichten das Finale.